# Ligne d'Es Senia à Béni Saf
La ligne d'Es Senia à Béni Saf est l'une des lignes du réseau ferroviaire algérien. Longue de 94 km, elle relie la gare d'Es Senia (wilaya d'Oran) à celle de Béni Saf (wilaya de Aïn Témouchent).

## Histoire

### De La Sénia à Aïn Témouchent
La ligne de La Senia à Aïn Témouchent est prévue par le second plan ferroviaire de 1879. L'ambition était de rejoindre le Maroc, avant que le choix de passer par la ligne de Sidi Bel Abbes (Tabia) à Tlemcen (Akid Abbes) ne soit privilégié.
La concession est donnée à la Compagnie de l'Ouest algérien en 1882 sur 70 km pour une mise en service le 7 septembre 1885,.

### Prolongement jusqu'à Béni Saf
La ville portuaire de Béni Saf a été reliée au réseau ferroviaire entre 1924 et 1947 par une voie ferrée aujourd'hui disparue de 69 km depuis la ville de Tlemcen.
Lors du nouveau plan ferroviaire des années 1980, un prolongement de 20 km à la ligne d'Es Senia à Aïn Témouchent est créé pour une ligne de fret jusqu'à la cimenterie de Béni Saf.
Un nouveau prolongement de 3,4 km de la ligne a été réalisé à partir de 2012 afin de créer une gare voyageurs à Béni Saf. Ce prolongement a été mis en service le 1er décembre 2015,.

## La ligne

### Caractéristique
Il s'agit d'une ligne à voie unique non électrifiée.

### Tracé et profil
Jusqu'à Aïn Temouchent, la ligne traverse des plaines agricoles sans aucune difficulté. Le prolongement de 20 km, réalisé dans les années 1980 jusqu'à Béni Saf, compte six viaducs pour un total de 2,2 km.

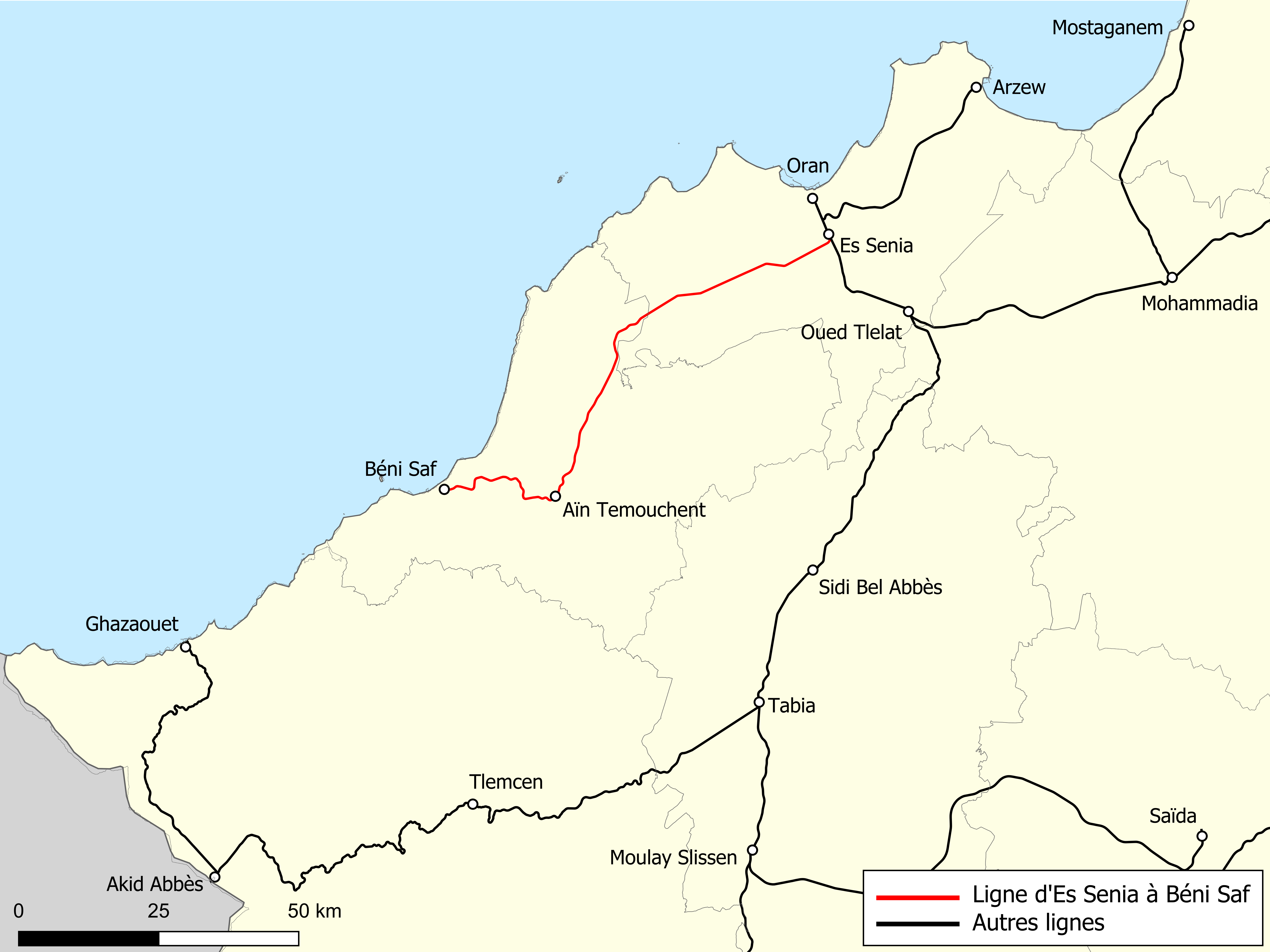
Localisation de la ligne d'Es Senia à Béni Saf dans le nord-ouest de l'Algérie.

### Vitesses limites
Le trajet entre Oran et Aïn Témouchent s'effectue a une vitesse moyenne entre 60  et   70 km/h. Celui entre Aïn Temouchent et Béni Saf s'effectue a une moyenne entre  et  km/h   vitesse moyenne entre 70  et   80 km/h.

## Service ferroviaire
La ligne permet le trafic voyageurs et de fret. Elle est empruntée par les trains régionaux des liaisons :
- Oran - Béni Saf[6] ;
- Aïn Témouchent - Béni Saf[7].

## Gares de la ligne
| Gares            | Nom de la gare période coloniale | (PK)      | Services                               |
| ---------------- | -------------------------------- | --------- | -------------------------------------- |
| Es Senia         | La Sénia                         | PK 0      | Train grandes lignes, trains régionaux |
| Haï El Ksab      |                                  |           | Trains régionaux                       |
| Misserghin       | Misserghin                       | PK 13,500 | Trains régionaux                       |
| Boutlélis        | Boutlélis                        | PK 29,100 | Trains régionaux                       |
| El Amria         | Lourmel                          | PK 40,700 | Trains régionaux                       |
| Hassi El Ghella  | Er Rahel                         |           | Trains régionaux                       |
| El Malah         | Rio Salado                       | PK 57,000 | Trains régionaux                       |
| Chaabat El Leham | Laferrière                       | PK 63,400 | Trains régionaux                       |
| Aïn Témouchent   | Aïn Témouchent                   | PK 69,600 | Trains Régionaux                       |
| Béni Saf         | Béni Saf                         | PK 93,400 | Trains régionaux                       |